# Verticipronus
Verticipronus is een geslacht van tweekleppigen uit de  familie van de Philobryidae.

## Soorten
- Verticipronus mytilus Hedley, 1904
- Verticipronus stirps Laws, 1936 †
- Verticipronus tristanensis Soot-Ryen, 1952